# Чёрная (приток Кобры)

Чёрная — река в России, протекает в Нагорском районе Кировской области. Устье реки находится в 125 км по левому берегу реки Кобра. Длина реки составляет 36 км, площадь водосборного бассейна 329 км².
Исток реки на Северных Увалах в лесах севернее деревни Зуевцы (Мулинское сельское поселение). Река течёт на северо-запад, затем на север по ненаселённому частично заболоченному лесному массиву. Впадает в Кобру в 5 км к северо-востоку от посёлка Орлецы (Кобринское сельское поселение). Ширина реки перед устьем — 14 метров.

## Притоки (км от устья)
- 8,2 км: река Ельцовка (лв)
- 9,2 км: река Светлая (лв)
- 17 км: река Пихровская-Раменская (лв)
- 22 км: река Клюша (лв)

## Данные водного реестра
По данным государственного водного реестра России относится к Камскому бассейновому округу, водохозяйственный участок реки — Вятка от истока до города Киров, без реки Чепца, речной подбассейн реки — Вятка. Речной бассейн реки — Кама.
По данным геоинформационной системы водохозяйственного районирования территории РФ, подготовленной Федеральным агентством водных ресурсов:
- Код водного объекта в государственном водном реестре — 10010300212111100030962
- Код по гидрологической изученности (ГИ) — 111103096
- Код бассейна — 10.01.03.002
- Номер тома по ГИ — 11
- Выпуск по ГИ — 1